# Boghassa
Boghassa (ou Boughessa) est une commune malienne, située dans le département de la Saharienne,  chef-lieu cercle d'Abeïbara, dans la région de Kidal. Elle se trouve dans l'Adrar des Ifoghas.